# 24 mars 2004
Le mercredi 24 mars 2004 est le 84e jour de l'année 2004.

## Décès
- Andolin Eguzkitza (né le 6 décembre 1953), linguiste, écrivain, poète et académicien basque espagnol
- Augustin Jordan (né le 10 décembre 1910), diplomate français
- Bruno Neveu (né le 4 novembre 1936), historien français
- Franco Bortolani (né le 16 juillet 1921), politicien italien
- Michael Garrison (né le 28 novembre 1956), compositeur de musique électronique américain
- Richard Leech (né le 24 novembre 1922), acteur irlandais
- Yves Serra (né le 16 juillet 1937), universitaire français

## Événements
- Union européenne :
  - La Commission européenne a infligé une amende de 497 millions d'euros  à Microsoft pour abus de position dominante, et pour forcer dans le même temps le groupe américain à modifier ses pratiques anticoncurrentielles. La compagnie a 90 jours pour proposer une version du système d'exploitation Windows sans le logiciel Windows Media Player ; elle a également 120 jours pour publier les APIs correspondantes. Microsoft fait appel.
  - À la suite d'un début de scandale, la société Coca-Cola décide de suspendre la campagne de lancement de sa marque d'eau en bouteille Dasani en Europe.
- Chypre : ouverture de négociations en Suisse, dans le demi-canton de Nidwald, entre les Chypriotes grecs et les Chypriotes turcs en vue de la réunification de l'île avant son entrée dans l'Union européenne. Ces discussions ont connu hier un début difficile, la Turquie accusant d'emblée la Grèce de faire preuve de mauvaise volonté.
- France : une bombe artisanale a été découverte près de Troyes sous les voies de la ligne de chemin de fer Paris-Bâle. Le lien avec le groupe AZF n'est pas établi et la piste du copycat n'est pas exclue.

- États-Unis :
  - Richard Clarke, un ancien haut responsable de l'administration Bush a sévèrement accusé hier la Maison-Blanche d'avoir sapé la lutte contre le terrorisme et d'avoir sous-estimé la menace posée par al-Qaïda.

- Sortie du film franco-israélien Au bout du monde à gauche
- Sortie de l'album Bee Hives du groupe Broken Social Scene
- Sortie de l'EP Com Lag de Radiohead
- Début du cyclone Catarina
- Sortie de l'épisode Les Stéroïdes, ça déchire de South Park